# Province ecclésiastique de Tours

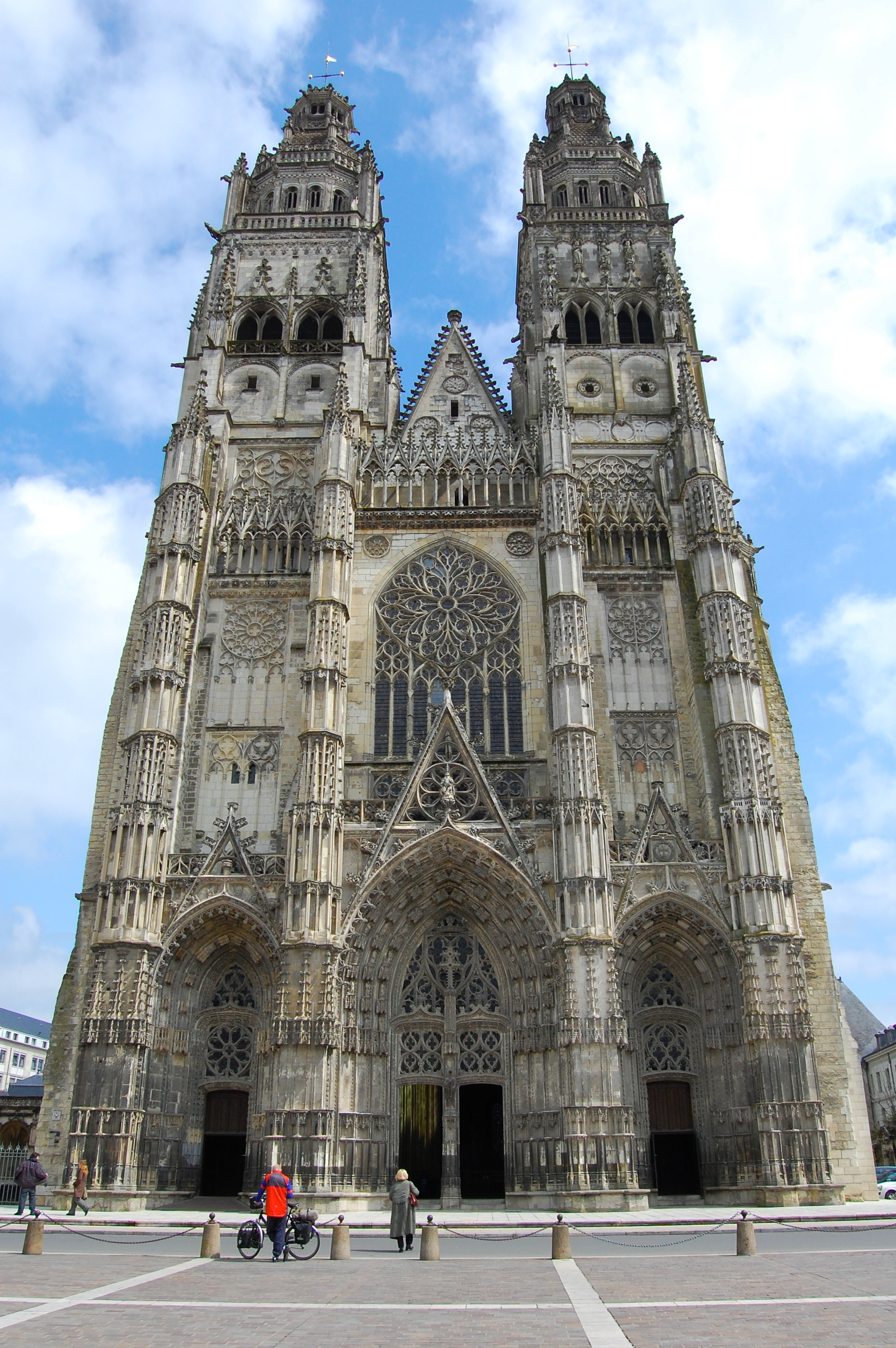
La cathédrale de l'Archidiocèse de Tours

La province ecclésiastique de Tours est une province très ancienne. Sa circonscription coïncide depuis 2002 avec celle de la région Centre.
Elle comprend :
- Archidiocèse de Tours (archevêché métropolitain)
- Archidiocèse de Bourges
- Diocèse de Blois
- Diocèse de Chartres
- Diocèse d'Orléans.

## Histoire
Tours était dans l'Antiquité la capitale de la lyonnaise troisième.
La province s'étendait alors sur ce qui correspond approximativement au Maine, à la Touraine et à l'Anjou, ainsi qu'à la Bretagne.
Les revendications d'autonomie de l'Église bretonne tendent à affirmer l’évêché de Dol comme chef-lieu d’une nouvelle province. Ses demandes obtiennent gain de cause vers 848. Mais les siècles qui suivent voient de nombreuses oppositions de la part de Tours, les papes successifs prenant plutôt la cause de Tours. La province de Dol est supprimée vers la fin du XIIe siècle.
À la fin de l'Ancien Régime, la province de Tours comprenait les diocèses suivants : 
- Angers
- Dol
- Le Mans
- Léon (siège à Saint-Pol-de-Léon)
- Nantes
- Quimper
- Rennes
- Saint-Brieuc
- Saint-Malo
- Tours
- Tréguier
- Vannes.

Au moment du concordat de 1801, la volonté était de limiter le nombre d’archevêchés. C'est la raison pour laquelle la province garde à peu près les mêmes limites, la Bretagne dépendant toujours de Tours. Selon le concordat, la province comprend les diocèses suivants : 
- Angers
- Le Mans
- Nantes
- Quimper
- Rennes
- Saint-Brieuc
- Tours
- Vannes.

Le diocèse de Laval s'y ajoute en 1855. En 1859, Rennes est élevé au rang de métropole. Les diocèses de Quimper, Rennes, Vannes et Saint-Brieuc dépendent désormais de la nouvelle province de Rennes.
En 2002, pour rapprocher la géographie ecclésiastique de l'administration civile, la réforme de la carte ecclésiastique ramène la province de Tours au périmètre de la région Centre.